# Фијат гранде пунто
Фијат гранде пунто (итал. Fiat Grande Punto) је мали аутомобил који је производила италијанска фабрика аутомобила Фијат од 2005. до 2018. године

## Историјат
Фијат гранде пунто је аутомобил који се појавио на салону аутомобила у Франкфурту 2005. године и представља трећу генерацију из пунто серије. Међутим, сама реч гранде значи да се ради о повећаним спољашњим димензијама, јер су претходници имали од 3,77 до 3,85 м, и сама дужина новог модела од 4,03 метра говори да гранде пунто залази скоро у класу изнад.
Иако у теорији гранде пунто припада сегменту малих аутомобила, његова величина, опрема и обележја заправо представљају алтернативу многим аутомобилима из ниже средње класе.
Аутомобил је дизајниран и израђен тако да буде нови преседан јер досеже сигурносне и стандарде квалитета који су изузетно високи за овај сегмент, нуди најбољу и далеко најширу палету бензинских и дизел мотора, и врло конкурентан однос цена-квалитет. Сем тога, садржи корене легендарне особености Фијата на основу којих бива одмах препознат на друму у мору међусобно сличних четвороточкаша.
Развијен од стране Italdesign-Giugiaro заједно са Fiat Style центром, гранде пунто на аутомобилску сцену уводи ванвременску лепоту спољашње линије, која је модерна, елегантна и изразито италијанска. Попут спољашњости, и унутрашњост аутомобила представља еволуирани израз италијанског стила, захваљујући дизајну и квалитету материјала који се издигао у сваком детаљу.
Године 2007, Фијат избацује на тржиште модел линеа, који је био засновао на гранде пунту. Био је у седан верзији и због већих димензија припадао је компакт класи. Линеа се производила до 2014. године када је мења типо.
- Петора врата
- Петора врата
- Троја врата
- Унутрашњост

### Пунто ево
Гранде пуно је рестилизован 2009. године и том приликом добија нови назив пунто ево. Спољашње измене су мале, али јасно видљиве. На предњем делу је нова маска и браници у којима су уграђени жмигавци. Унутрашњост је модернизована са потпуно новом инструмент таблом. Пакет стандардне опреме је обогаћен и освежена је понуда мотора. Под називом пунто ево производио се до 2012. године, када се аутомобилу враћа стари назив пунто.
Пунто од 2012. године је доступан са 0.9 L TwinAir турбо бензинским мотором, са два цилиндра и 85 КС и новим 1.3 L MultiJet II дизел мотором од 85 КС, са Start&Stop ер технологијом. Године 2012, ревидиран је и предњи и задњи браник са новим алу-фелнама. Унутрашњост је такође ревидирана са новим материјалима.
Од мотора, уграђивали су се још и бензински од 1.2 (65 и 69 КС), 1.4 (77, 95, 105, 120, 135, 155, 165 и 180 КС), дизел мотори мултиџет од 1.3 (75, 90, 95, 120 и 130 КС), 1.6 (120 КС) и 1.9 (120 и 130 КС).
- Пунто ево
- Пунто ево
- Унутрашњост
- Пунто од 2012.
- Пунто од 2012.